# 80e division d'infanterie La Spezia
La 80e division d'infanterie La Spezia est une division aérotransportée de l'armée italienne lors de la Seconde Guerre mondiale. 

## Seconde Guerre mondiale
La 80e division d'infanterie La Spezia est formée en 1941 en vue de l'opération Hercules ou l'invasion de Malte. À la suite de l'annulation de l'opération, la division est envoyée en Libye en octobre 1942. 
Renforcée en décembre par de l'artillerie supplémentaire et un bataillon de marines de San Marco, elle participe à la campagne de Tunisie. En mars 1943, elle participe à la défense de la ligne Mareth en subissant de lourdes pertes. Ses éléments survivants se rendent en mai 1943.